# باغ گیاه‌شناسی بوینس آیرس
باغ گیاه‌شناسی بوینس آیرس (نام رسمی به زبان اسپانیایی: Jardín Botánico Carlos Thays de la Ciudad Autónoma de Buenos Aires)، باغ گیاه‌شناسی واقع در منطقه پالرمو در بوئنوس آیرس، آرژانتین است. این باغ که در سال ۱۹۹۶ به عنوان یک اثر ملی معرفی شد، مساحت ۶٫۹۷۷۲ هکتار (۰٫۰۲۶۹۳۹ مایل مربع؛ ۱۷٫۲۴۱ هکتار) دارد.

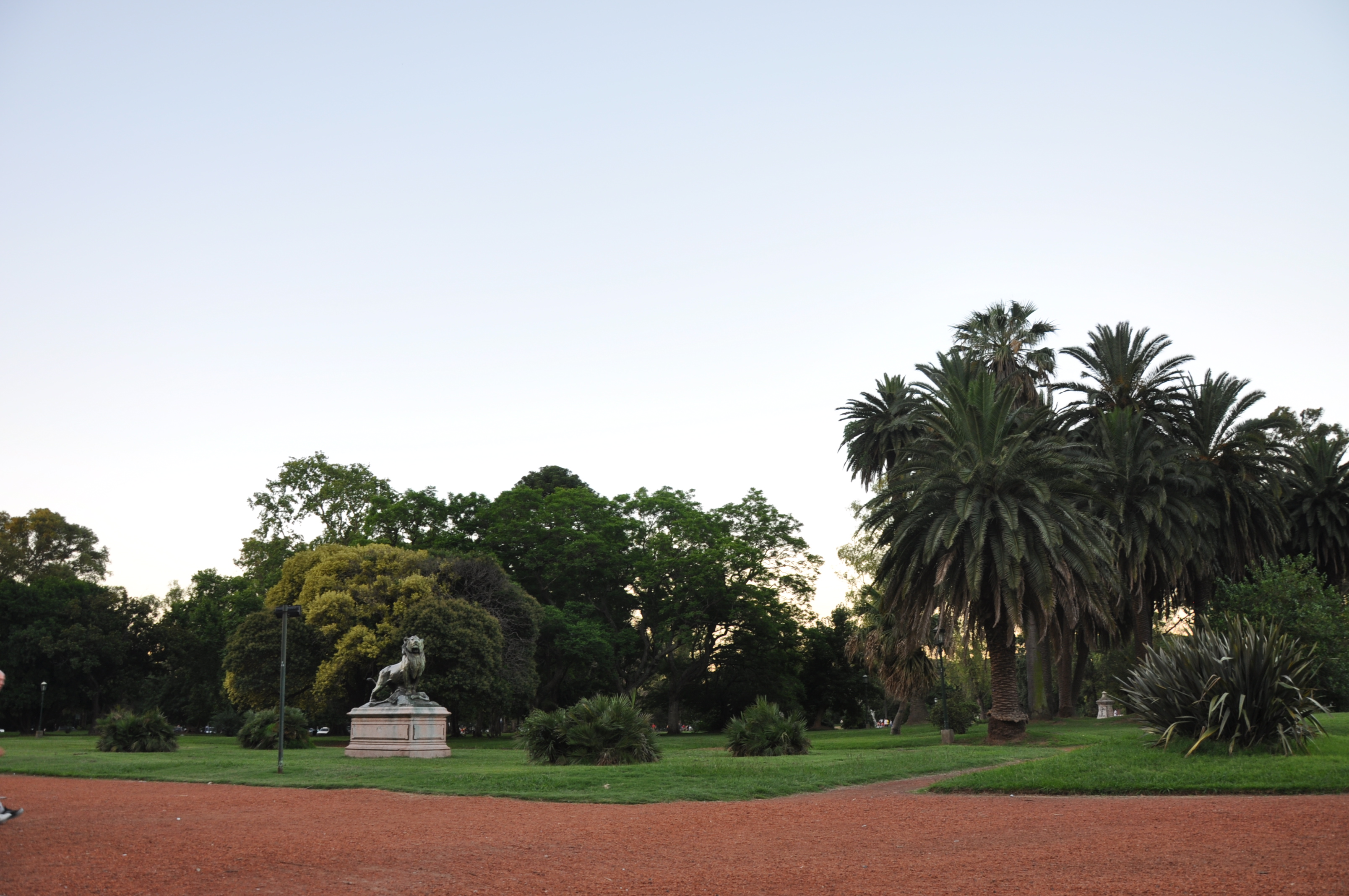
باغ گیاه‌شناسی بوینس آیرس

## تاریخچه
این در در پالرمو، حومه شهر واقع شده‌است. مساحت آن کوچک است و برابر با ۶٫۹۸ هکتار است. قلمرو پارک به سه خیابان (Avenida Las Heras, Avenida Santa Fe، جمهوری عربی سوریه) محدود می‌شود و شکل آن مثل یک مثلث است.
بنیانگذار باغ گیاه‌شناسی در بوئنوس آیرس طراح منظره فرانسوی کارلوس تئیس است. او همراه با خانواده اش در قلمرو پارک کنونی سکونت داشت و در سال ۱۸۸۱ املاکی زیبا در سبک انگلیسی ایجاد کرد. به هر حال این ساختمان تا به امروز جان سالم به در برده‌است. کارلوس تیتس در کاشت کل شهر و ساخت پارک‌ها مشغول به کار شد. افتتاح باغ گیاه‌شناسی در سال ۱۸۹۸ در تاریخ ۷ سپتامبر رخ داد و در سال ۱۹۹۶ آن را یک بنای یادبود ملی اعلام کرد.

## اماکن مجموعه باغ گیاه‌شناسی بوینس آیرس
قلمرو پارک از دید منظر به سه منطقه تقسیم می‌شود:
1. منظره باغ شرقی در این قسمت از پارک می‌توانید گیاهانی را که از آسیا (گینوکو)، اقیانوسیه (casuarina، اکالیپتوس، آکاسیا)، اروپا (فندق، بلوط) و آفریقا (کف دست‌ها، شاخساره‌های انگور) دیده می‌شود ببینید.
2. باغ فرانسوی مخلوط این قلمرو به شکل متقارن قرن هجدهم و هفدهم تزئین شده‌است. در اینجا کپی‌هایی از مجسمه‌های جیوه و زهره وجود دارد.
3. باغ ایتالیایی در آن درختان رشد می‌کنند، معرفی شده توسط گیاه‌شناس رومی Pliny جوان: لورل، صنوبر، سایپرس. در این قسمت پارک نسخه‌هایی از مجسمه‌های رومی وجود دارد، به عنوان مثال، یک گرگ که رومولوس و رم را می‌خورند.[۲]

در مجموع حدود ۵٬۵۰۰ گونه از گیاهان در قلمرو باغ گیاه‌شناسی در بوئنوس آیرس رشد می‌کنند که بسیاری از آنها در معرض خطر هستند. در اینجا، چنین نمایندگان نادر از گیاهان به عنوان Seiba از برزیل، Sequoia از ایالات متحده آمریکا و غیره وجود دارد. نزدیک هر درخت و بوش یک علامت با توضیحات کامل است. گیاهان از سمپاش‌ها آب می‌خورند، بنابراین آنها یک نگاه روشن و تازه دارند.
در باغ چند گلخانه، ۵ گلخانه، چشمه و ۳۳ آثار هنری است که شامل آثار تاریخی، بتس و مجسمه است. در میان دومی، می‌توان یک نسخه برنز ارنستو بیوندی - "Saturnalia" را تشخیص داد. به خصوص در میان گردشگران محبوب جنگل کاکتوس و باغ پروانه است. در قلمرو باغ گیاه‌شناسی تعداد زیادی از مغازه‌ها وجود دارد که گردشگران می‌توانند در سایه درختان اطراف آنان استراحت کنند.